# Avatha
Avatha là một chi bướm đêm thuộc họ Erebidae.

## Các loài
- Avatha bipartita (Wileman, 1915)
- Avatha bubo (Geyer, 1832)
- Avatha chinensis (Warren, 1913)
- Avatha cyanopasta (Turner, 1908)
- Avatha discolor (Fabricius, 1794)
- Avatha ethiopica (Hampson, 1913)
- Avatha expectans (Walker, 1858)
- Avatha extranea (Berio, 1962)
- Avatha gertae (Kobes, 1985)
- Avatha macrostidsa (Hampson, 1913)
- Avatha minima (Swinhoe, 1918)
- Avatha olivacea Prout
- Avatha noctuoides (Guenée, 1852)
- Avatha novoguineana (Bethune-Baker, 1906)
- Avatha simplex (Roepke, 1951)
- Avatha stigmata (Moore, 1877)
- Avatha sumatrana (Kobes, 1985)
- Avatha tepescens (Walker, 1858)